# Roquefort (Gers)
Roquefort – miejscowość i gmina we Francji, w regionie Oksytania, w departamencie Gers.
Według danych na rok 1990 gminę zamieszkiwały 222 osoby, a gęstość zaludnienia wynosiła 31 osób/km² (wśród 3020 gmin regionu Midi-Pireneje Roquefort plasuje się na 841. miejscu pod względem liczby ludności, natomiast pod względem powierzchni na miejscu 1313.).